# مويرا فون رايت
مويرا فون رايت (بالسويدية: Moira von Wright)‏ هي بروفيسورة سويدية، ولدت في 23 ديسمبر 1957 في هلسنكي في فنلندا.